# Doryopteris varians
Doryopteris varians là một loài dương xỉ trong họ Pteridaceae. Loài này được Sm. mô tả khoa học đầu tiên năm 1841.